# 大江朝美
大江朝美（1989年6月15日—），日本東京都出身，過去為女子偶像團體「AKB48」TeamA之成員，前經紀公司為office48、AKS、新門製作等。

## AKB48在籍时参加曲
TeamA 1st Stage「PARTY开始了」公演
1. 星的温度(1st UNIT)

TeamA 2nd Stage「想见你」公演
1. 恋愛計畫

TeamA 3rd Stage「为了谁」公演
1. 親吻擊落！
2. 騎士
3. 干擾制服

TeamA 4th Stage「正在恋爱中」公演
1. 7时12分的初恋

向日葵组 1st Stage「我的太阳」公演
1. 暮蟬之戀

※高橋みなみ的代演

## 演出

### TV
- AKB0時59分!（2008年6月30日- 2008年10月1日、日本電視台）
- エンタ!SELECTION（2009年4月 - 6月 、Sky PerfecTV!エンタ!371）
- ABK48（2010年4月・5月・10月 - 、グリーンチャンネル 賽馬預想節目）

### 連續劇節目
- 談判尤物（2009年11月26日、朝日電視台） - 飾演 偶像歌手・tamaki

### 電影
- イケてる2人（2009年8月）- 蟻賀瀬涼子 役
- エッチを狙え! -イヌネコ。-（2009年8月）
- 新説 牡丹灯籠 壱〜この世の果て（2009年）
- ローカルボーイズ（2010年3月19日）

### 廣播
- AKB48 今夜は帰らない…（2007年4月7日 - 9月29日、CBC廣播）
- DJ Tomoaki's Radio Show!（2010年7月1日、下北FM） - 嘉賓出演

## 書籍

### 寫真集
- 大江朝美 FIRST 写真集〜AKB48 Graduation〜 (2009年2月25日、彩文館出版）ISBN 978-4-7756-0373-4

### DVD
- 大江朝美 FIRST DVD〜AKB48 Graduation〜 （2009年4月24日、彩文館出版）
- 月刊大江朝美ちゃんねる（仮）（2009年6月30日、彩文館出版）

## 外部連結
- AKB48官方檔案